# Thatcheriasyrinx
Thatcheriasyrinx là một chi ốc biển, là động vật thân mềm chân bụng sống ở biển trong họ Conidae.

## Các loài
Các loài thuộc chi Thatcheriasyrinx bao gồm:
- Thatcheriasyrinx orientis (Melvill, 1904)[2]